# Coralie Lassource
Coralie Gladys Lassource (Maisons-Laffitte, 1 de septiembre de 1992) es una jugadora francesa de balonmano que actúa como extremo izquierdo en el Brest Bretagne Handball de la Ligue Butagaz Énergie y en la selección francesa, con la que se ha proclamado campeona olímpica, mundial y europea.

## Trayectoria

### Clubes
Formada en la cantera del Issy-Paris Hand, debutó con el primer equipo en la temporada 2010-11 y alcanzó la final de la Recopa de Europa de la EHF en 2013.
En 2017 fichó por el club húngaro Érd HC, donde disputó dos campañas en la NB I, y en 2019 regresó a la élite francesa con el Brest Bretagne HB. Con el conjunto bretón levantó el doblete Liga-Copa en 2021 y disputó la final de la Liga de Campeones ese mismo año, ejerciendo de capitana.

### Trayectoria de clubes
- 2008-2017:  Issy-Paris Hand
- 2017-2019:  Érd HC
- 2019-presente:  Brest Bretagne Handball

### Selección
Debutó con la absoluta en 2015 y, desde entonces, ha disputado tres Mundiales y tres Europeos. Como capitana, lideró al combinado francés al oro olímpico en Tokio 2020 y a los títulos mundiales de 2017 y 2023.  También fue subcampeona mundial en 2021, y campeona de Europa en 2018. En 2025 anunció su retirada de la selección.

## Premios y títulos

### Con la selección
- 1 × Medalla de oro en los Juegos Olímpicos (2020)[5]
- 2 × Campeonato Mundial de Balonmano Femenino (2017, 2023)[6][7]
- 1 × Campeonato Europeo de Balonmano Femenino (2018)[9]

### Con sus clubes
- 1 × Ligue Butagaz Énergie (2021)[4]
- 2 × Copa de Francia (2018, 2021)[4]
- 1 × Copa de la Liga francesa (2013)[3]

### Individual
- Caballero de la Legión de Honor[11]
- Mejor joven del campeonato francés (2012)[12]
- Mejor defensora del campeonato francés (2016)[13]
- Mejor extremo izquierda del campeonato francés (2017)[14]
- Mejor extremo izquierda del Campeonato del Mundo (2021).

## Vida personal
Es la hermana mayor de la también internacional Déborah Lassource, lateral del Borussia Dortmund.